# Socos
Pour les articles homonymes, voir Socos (homonyme).
Dans la mythologie grecque, Sokos, Socos, ou Socus pour les latins, est un héros de la guerre de Troie.

## Étymologie
Wathelet, qui a analysé les noms des personnages secondaires de l'Iliade, note que l'étymologie de Socos reste mystérieuse. Il fait cependant la remarque Socos est aussi une épiclèse d'Hermès, dieu psychopompe, établissant plusieurs rapprochement entre les frères et le monde chthonien.

## Famille
Socos est le fils de la nymphe Ocyrhoé et de son époux Hippase dont elle a plusieurs enfants : Charops, Socos lui-même, Apisaon, Agélaos et Hippomédon (tous combattants troyens dans la guerre de Troie). Si Hippase et les trois premiers fils sont déjà connus d'Homère, Ocyrhoé et les deux suivants ne sont cités que par Quintus de Smyrne.

## Mythologie
Socos et ses frères sont des combattants troyens lors de la guerre de Troie. Lui et son frère Charops furent tous deux tués au combat par Ulysse au cours de la dixième année de cette guerre,.
Ainsi, Charops affronte le premier Ulysse, inégalé au combat en raison de sa force et de sa ruse. Le duel dure longtemps mais Ulysse finit par l'emporter et transperce son puissant rival avec sa lance. A la vue de son frère mort, Socos, furieux, se précipite sur son assassin pour le venger, lui adressant de féroces injures :
« ὦ Ὀδυσεῦ πολύαινε δόλων ἆτ' ἠδὲ πόνοιο
σήμερον ἢ δοιοῖσιν ἐπεύξεαι Ἱππασίδῃσι
τοιώδ' ἄνδρε κατακτείνας καὶ τεύχε' ἀπούρας,
ἤ κεν ἐμῷ ὑπὸ δουρὶ τυπεὶς ἀπὸ θυμὸν ὀλέσσῃς. »
« Ô glorieux Ulysse, jamais satisfait de la tromperie et du labeur,
aujourd'hui tu pourras te vanter des deux Hyppasides,
des guerriers si forts tués et dépouillés de leurs armes,
ou tu perdras la vie frappé par ma lance. »
Cela dit, il lui lance sa lance, qui frappa de plein fouet le bouclier du héros grec et le transperça. La pointe de la flèche perce également facilement l'armure d'Ulysse, lui déchirant la peau et lui causant une grave blessure. Seule l’intervention de la déesse Athéna, protectrice jurée du héros, parvient à le sauver de la mort. Encouragé, Ulysse se retourne à son tour contre son adversaire, ripostant par des paroles cruelles.
Terrifié à la vue du héros encore vivant, Socos perd espoir et s'enfuit mais il n'est pas assez rapide et Ulysse lance à son tour la lance, parvenant à transpercer le Troyen dans le dos, la pointe de la lance dépassant de sa poitrine.
Méprisant envers son adversaire et fier de l'exploit accompli, Ulysse adresse de cruelles insultes au cadavre de Socos :
« ὦ Σῶχ' Ἱππάσου υἱὲ δαΐφρονος ἱπποδάμοιο
φθῆ σε τέλος θανάτοιο κιχήμενον, οὐδ' ὑπάλυξας.
ἆ δείλ' οὐ μὲν σοί γε πατὴρ καὶ πότνια μήτηρ
ὄσσε καθαιρήσουσι θανόντι περ, ἀλλ' οἰωνοὶ
ὠμησταὶ ἐρύουσι, περὶ πτερὰ πυκνὰ βαλόντες.
αὐτὰρ ἔμ', εἴ κε θάνω, κτεριοῦσί γε δῖοι Ἀχαιοί. »
« Ô Socos, fils du puissant dompteur de chevaux Hippase,
une mort inattendue vous a atteint et vous n’avez pas pu y échapper.
Misérable, ni le père, ni la noble mère
ne fermeront tes yeux morts ; seuls des oiseaux
carnassiers vous déchireront, leurs ailes battant autour de vous.
Quand je mourrai, les glorieux Achéens m'enterreront. »
Finalement, l'achéen pose un pied sur le cadavre de l'ennemi et en retire avec force la lance qu'il y avait plantée. Mais il se rend compte qu'il ne peut plus combattre en raison de la grave blessure que lui avait causée son adversaire, et abandonne alors la bataille pour retourner dans sa tente afin de se faire soigner.

## Un personnage peut-être issu d'une source plus ancienne
Paul Wathelet s'est intéressé à Charops et à son frère Socos dans son analyse des personnages secondaires mineurs de l'Iliade. Plus particulièrement, il se demande si cet épisode ne pourrait pas venir d'une Odyssée originelle et avoir été ensuite introduit dans l'Iliade. En analysant les noms des deux frères et de leur père, auxquels il trouve une signification chthonienne, ainsi que la réaction posée de Socos à la mort de son frère et, surtout, l'intervention de la déesse Athéna, il avance la possibilité que les deux frères aient été à l'origine des personnages qui gardaient l'entrée du royaume des morts dont Ulysse aurait tenté, vivant, de forcer le passage avec l'aide d'Athéna.

## Évocation moderne

### Astronomie
Socos a donné son nom à l'astéroïde troyen de Jupiter (3708) Socos,.